# جوزيف إليس
جوزيف إليس (بالمجرية: Éles József)‏ مواليد 16 فبراير 1969 في بودابست، هو لاعب كرة يد مجري معتزل أصبح مدرباً. يدرب حاليا منتخب جمهورية الدومينيكان لكرة اليد للسيدات. مثل منتخب المجر لكرة اليد في 179 مباراة. شارك في دورة الألعاب الأولمبية الصيفية سنة 1992.

## سجل المنافسة
شارك في البطولات التالية:
- بطولة العالم لكرة اليد للرجال 1993
- بطولة العالم لكرة اليد للرجال 1995
- بطولة العالم لكرة اليد للرجال 1997
- بطولة العالم لكرة اليد للرجال 1999
- بطولة أوروبا لكرة اليد للرجال 1994
- الألعاب الأولمبية الصيفية 1992

## الإنجازات

### كلاعب
- الدوري المجري لكرة اليد:
  - الفوز: 1992، 1993، 1994، 1995، 1997، 1998، 1999، 2001، 2002، 2003
  - الثاني: 1996، 2000
  - الثالث: 1991
- دوري أبطال أوروبا لكرة اليد:
  - النهائي: 2002
- كأس أبطال الكؤوس الأوروبية لكرة اليد:
  - الفوز: 1992
  - النهائي: 1993

## روابط خارجية
- جوزيف إليس على موقع أوليمبيديا (الإنجليزية)